# 普雷斯尼茨河
50°25′12″N 13°04′23″E / 50.420°N 13.073°E

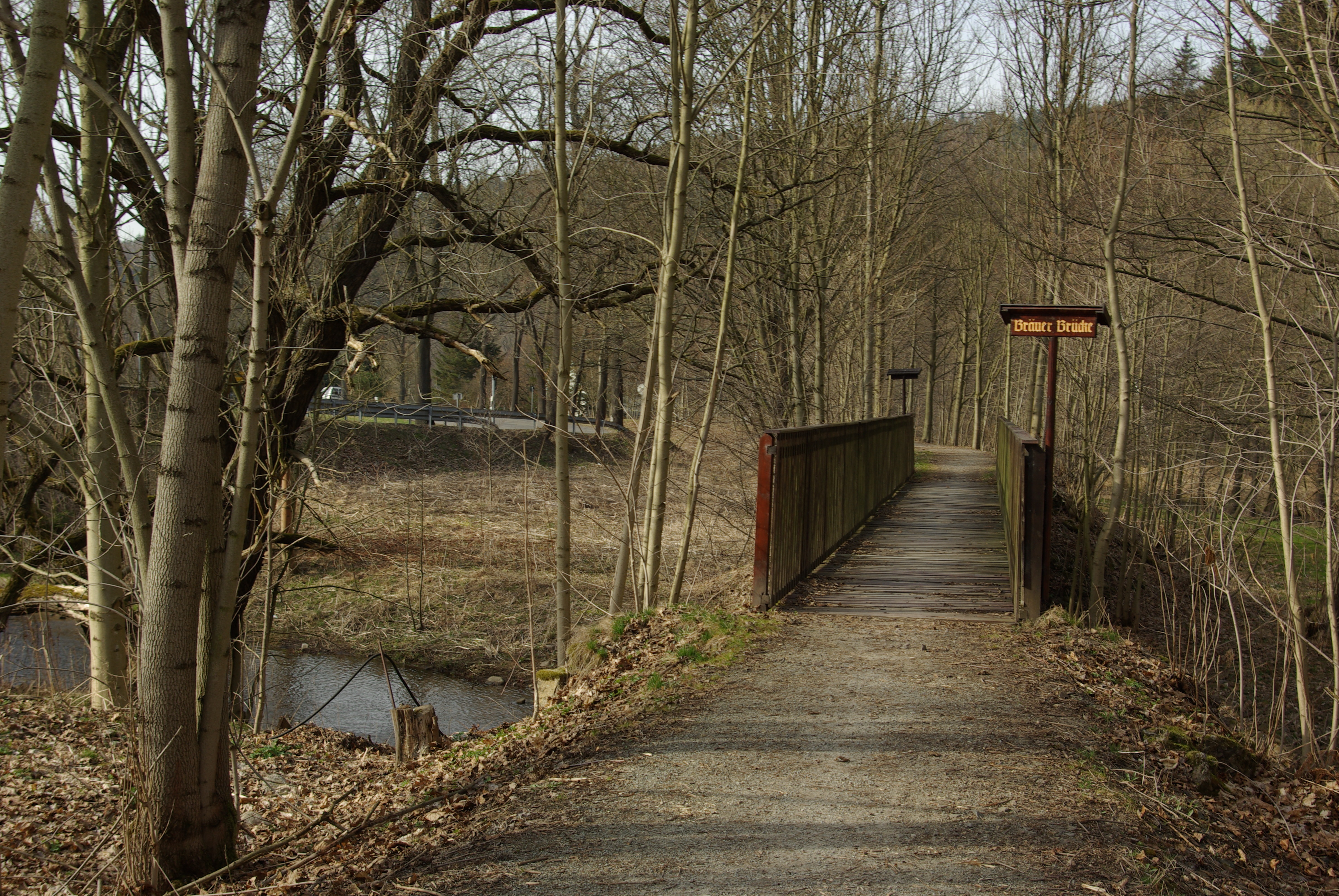

普雷斯尼茨河（英語：Preßnitz）是歐洲的河流，流經德國薩克森州和捷克，屬於喬保河的右支流，發源自厄爾士山脈，河口處在沃爾肯施泰因附近。

## 外部連結
- 维基共享资源上的相關多媒體資源：普雷斯尼茨河